# Anne-Emmanuelle Demartini
Anne-Emmanuelle Demartini, née en 1966 à Saint-Germain-en-Laye, est professeure d'histoire contemporaine à l'université de Paris 1, Panthéon-Sorbonne, membre du Centre d'histoire du XIXe siècle et du laboratoire Pléiade.
Dans l'étude de la criminologie, ses thèmes de recherches portent sur les représentations, les sensibilités, les émotions et les imaginaires sociaux qu'elle analyse à partir d'itinéraires criminels et des affaires judiciaires du XIXe au XXIe siècle.
Parallèlement, elle poursuit ses investigations sur l'inceste dans le cadre du projet de l'Agence nationale de recherche DERVI (Dire, Entendre, Restituer les Violences Incestueuses).
Elle est auteure et co-auteure d'ouvrages, d'articles et de communications scientifiques sur l'ensemble de ces sujets.

## Biographie

### Contexte familial
Anne Emmanuelle Demartini naît et grandit à Saint-Germain-en-Laye où ses parents enseignants sont en poste. Son père est François Demartini, professeur agrégé d'arts plastiques, peintre, auteur et héraldiste de la Corse, né à Vico en 1932 et mort à Paris dans le 14e arrondissement en 1996. Sa mère, Louise Demartini, conseillère d'éducation dans un lycée technique, est originaire de Peri.
Son milieu social et familial comptent également des arrière-grands-parents paysans en Corse, des grands parents fonctionnaires « sur le continent » ou militaire dans l'empire colonial français.

### Carrière universitaire
Bien que ses prédispositions l'orientent vers le domaine de l'art ou de la littérature, Anne-Emmanuelle Demartini évolue vers l'historiographie.
Elle suit ses classes préparatoires au lycée Henri-IV puis entre à l'École Normale de la rue d'Ulm en 1987 où elle passe son agrégation d'histoire en 1990. Élève au Laboratoire de Sciences sociales de l'ENS sous la direction du sociologue Jean-Claude Chamboredon, elle débute par l'histoire en intégrant les domaines scientifiques de la sociologie et l'anthropologie. Ses premiers travaux de recherches se portent sur la Corse, du fait de ses origines familiales.
Sa rencontre avec Alain Corbin et l'influence de son œuvre sont décisives dans son parcours universitaire. Sous sa direction en 1998, Anne-Emmanuelle Demartini soutient sa thèse de doctorat en histoire à l'université de Paris 1, sur le criminel Pierre François Lacenaire, intitulée : Lacenaire, un monstre dans la société de la monarchie de juillet.
De l'École normale, elle intègre l'université Paris VII où elle enseigne vingt-cinq ans sous différents statuts en tant que monitrice d'initiation à l'enseignement supérieur, puis attaché temporaire d'enseignement et de recherche (ATER) et à partir de 1999, maîtresse de conférences jusqu'en 2016. Elle entre par la suite à l'université Paris XIII où elle est professeure d'histoire contemporaine de septembre 2016 à octobre 2021.
À partir de septembre 2021, elle est professeure dans cette même discipline à l'université de Paris 1, Panthéon-Sorbonne.
Elle soutient son habilitation à diriger des recherches (HDR) en 2015, toujours à l'université Panthéon-Sorbonne, avec un mémoire inédit sur la parricide Violette Nozière et publié en 2017 sous le titre de : Violette Nozière, la fleur du mal, une histoire des années 30. L'ouvrage reçoit le Prix Malesherbes le 2 décembre 2017 et cette récompense est décernée par l'Association française pour l'histoire de la justice, en présence de Robert Badinter.
Anne-Emmanuelle Demartini est membre du Centre d'histoire du XIXe siècle (université Panthéon-Sorbonne), du laboratoire Pléiade (université Sorbonne-Paris Nord) et du comité éditorial de la Revue historique.
Anne-Emmanuelle Demartini travaille entre autres sur « les représentations du crime, et plus précisément, la construction des figures criminelles ». Dans un entretien intitulé L'histoire comme voyage vertical de la revue Ornicar, Anne-Emmanuelle Demartini fait référence à deux affaires criminelles, celle de Pierre François Lacenaire qui se revendique d'« avoir fait de l'assassinat un métier » et celle de Violette Nozière, lycéenne, qui a empoisonné son père, l'accusant d'inceste.

## Publications

### Ouvrages
- Anne-Emmanuelle Demartini (dir.), Julie Doyon (dir.) et Léonore Le Caisne (dir.), Dire, entendre et juger l'inceste, Paris, Seuil, 2024, 416 p. (ISBN 9782021528725)
- Anne-Emmanuelle Demartini (dir.) (collectif), Alain Corbin : écrivain de l'histoire, Paris, Éditions Flammarion, coll. « Champs histoire », 22 mai 2024, 304 p. (ISBN 978-2-08044-922-1, présentation en ligne)
- Anne-Emmanuelle Demartini, Violette Nozière, la fleur du mal : une histoire des années 30, Ceyzérieu, Éditions Champ Vallon, coll. « Époques », 7 septembre 2017, 420 p. (ISBN 979-1-02670-608-3, présentation en ligne)
- Anne-Emmanuelle Demartini (dir.), « Attica ! Attica ? Dynamiques des révoltes dans les prisons (XXe – XXIe siècles. Amérique du Nord, Europe) », Criminocorpus, Paris,‎ 3 décembre 2019 (Revue Hypermedia, Histoire de la justice, des crimes et des peines, lire en ligne)
- Anne-Emmanuelle Demartini, dir., « Dire l’inceste », Sociétés & Représentations, 42, 2016/2.
- Anne-Emmanuelle Demartini en collaboration avec Anne-Claude Ambroise-Rendu, Hélène Eck, Nicole Edelman, dir., Emotions contemporaines XIX-XXIe siècles, Paris, Armand Colin, « Recherches », 2014.
- Anne-Emmanuelle Demartini, Pascal Bastien (dir.), Donald Fyson (dir.), Jean-Philippe Garneau (dir.) et Thierry Nootens (dir.), Justice et espaces publics en Occident, du Moyen Âge à nos jours : pouvoirs, publicité et citoyenneté (Histoire), Québec, Presses de l'Université du Québec, coll. « Hors collection », 27 mai 2014, 360 p., pdf (ISBN 978-2-76053-649-4, présentation en ligne), « L'affaire Violette Nozière : crime privé ou affaire publique ? », p. 261 à 272
- Anne-Emmanuelle Demartini, François Angelier (dir.) et Stéphane Bou (dir.), Dictionnaire des assassins et des meurtriers, Paris, Éditions Calmann-Lévy, coll. « Sciences Humaines et Essais », 19 septembre 2012, 608 p. (ISBN 978-2-70214-306-3), « Nozière, Violette », p. 409 à 415.
- Anne-Emmanuelle Demartini, André Rauch (dir.) et Myriam Tsikounas (dir.), L'historien, le juge et l'assassin, Paris, Publications de la Sorbonne, coll. « Hommes et Société », 14 juin 2012, 286 p. (ISBN 978-2-85944-701-4, présentation en ligne), « celle dont on ne voit pas les yeux : portraits de Violette Nozière », p. 185 à 196[7]
- Anne-Emmanuelle Demartini, Figures de femmes criminelles : de l'Antiquité à nos jours, Paris, Publications de la Sorbonne, coll. « Hommes et Société », 25 mars 2010, 352 p. (ISBN 978-2-85944-631-4), « La figure de l'empoisonneuse, de Marie Lafarge à Violette Nozière », p. 27 à 39.
- Anne-Emmanuelle Demartini, Agnès Fontvieille, Emmanuelle André (dir.), Martine Boyer-Weinmann (dir.) et Hélène Kuntz (dir.), Tout contre le réel : miroir du fait divers, Paris, Éditions Le Manuscrit, coll. « L'esprit des Lettres », 25 juin 2008 (ISBN 978-2-304-00582-0, lire en ligne), « Violette Nozière ou le fait divers médiatique au miroir surréaliste », p. 105 à 130
- Anne-Emmanuelle Demartini, Agnès Fontvieille, Christine Bard (dir.), Frédéric Chauvaud (dir.), Michelle Perrot (dir.) et Jacques-Guy Petit (dir.), Femmes et justice pénale, XIXe et XXe siècles, Rennes, Presses universitaires de Rennes, coll. « Histoire », 20 novembre 2002 (réimpr. janvier 2011) (ISBN 2-86847-751-8), « Le crime du sexe. La justice, l'opinion publique et les surréalistes : regards croisés sur Violette Nozière », p. 243 à 252
- Anne-Emmanuelle Demartini, Philippe Artières, Dominique Kalifa, Stéphane Michonneau, Sylvain Venayre, Le dossier Bertrand. Jeux d’histoire, Paris, Manuella, 2008.
- Anne-Emmanuelle Demartini en collaboration avec Anna Caiozzo, dir., Monstre et imaginaire social, Paris, Créaphis, 2008.
- Anne-Emmanuelle Demartini, L'Affaire Lacenaire, Paris, Éditions Aubier Montaigne, coll. « Historique », 31 août 2001, 430 p. (ISBN 978-2-70286-656-6)
- Anne-Emmanuelle Demartini et Dominique Kalifa, Imaginaire et sensibilités au XIXe siècle : Études pour Alain Corbin, Éditions Créaphis, coll. « Histoire-Sciences », 15 juin 2005, 273 p. (ISBN 978-2-91361-061-3)

### Articles
- Anne-Emmanuelle Demartini, « L'histoire comme voyage vertical », Ornicar ?, Paris, no 55,‎ 1er mars 2021, p. 148 (ISBN 9782916124674, revue du champ freudien, présentation en ligne)
- Anne-Emmanuelle Demartini, « Côtoyer les gouffres : Alain Corbin », Critique, Paris, nos 865-866,‎ juin-juillet 2019, p. 592 à 604 (ISSN 0011-1600, numéro spécial sur Alain Corbin dans Un tour de France des émotions)
- Anne-Emmanuelle Demartini, « Lacenaire : aux frontières du crime politique (1835-1836) », Raison publique, Paris, no 21,‎ janvier-mars 2017, p. 75 à 85 (ISBN 978-2-90033-700-4, ISSN 1767-0543, lire en ligne)
- Anne-Emmanuelle Demartini, « L'Affaire Nozière entre instruction judiciaire et médiatisation », Le Temps des médias, Nouveau Monde, no 15,‎ septembre 2010, p. 126 à 141. (ISBN 978-2-84736-558-0, lire en ligne)
- Anne-Emmanuelle Demartini, « L'Affaire Nozière : la parole sur l'inceste et sa réception sociale dans la France des années 1930 », Revue d'histoire moderne et contemporaine, Éditions Belin, nos 56-4,‎ avril 2009, p. 190 à 214 (ISBN 978-2-70115-108-3, ISSN 0048-8003, lire en ligne)

## Distinctions
- Prix Malesherbes 2017 décerné par l’Association française pour l’histoire de la justice[8].

### Vidéographies
- « Anne-Emmanuelle Demartini, de la misogynie au féminicide », sur Université de Paris

#### Notices et ressources
- Site officiel
- Ressource relative au spectacle :   - Les Archives du spectacle
- Ressource relative à plusieurs domaines :   - Radio France
- Notices d'autorité :   - VIAF
  - ISNI
  - BnF (données)
  - IdRef
  - LCCN
  - CiNii
  - Pays-Bas
  - Israël
  - WorldCat